# Sławomir Czerwiński

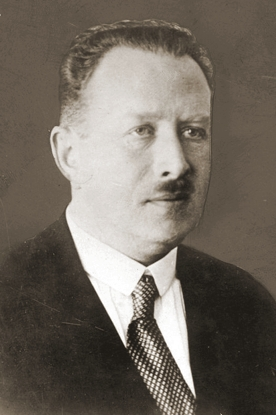
Sławomir Czerwiński (1929)

Sławomir Czerwiński, född 24 oktober 1885, död 4 augusti 1931, var en polsk ämbetsman.
Efter filosofiska studier 1906-1910 vid Jagellonska universitetet i Kraków blev Czerwiński samma år filosofie doktor och var 1910-1919 läroverkslärare i före detta Ryska Polen, och blev 1919 inspektor för lärarseminarier, 1928 statssekreterare i ecklesiastikdepartementet och 1929 ecklesiastikminister.